# 额敏河
额敏河 (ەمىل)，流经中华人民共和国与哈萨克斯坦交界地区的一条河流。左源流称萨拉额敏河或黃额敏河，右源流称夏尔也木勒河或黑额敏河。萨拉额敏河发塔尔巴哈台山南麓，齐吾尔喀叶尔山西北坡，向北流至巴依木扎山口西南转西南流，经一六五团场、乌什水水库、一六八团场、额玛勒郭楞蒙古族乡水库、一六九团场。夏尔也木勒河发源于中国新疆维吾尔自治区塔城地区额敏县喀拉也木勒镇东北部科克木依纳克以东的恰克瓦塔斯，经喀拉也木勒镇于额玛勒郭楞蒙古民族乡比依格加尔村与萨拉额敏河合流后，始称“额敏河”。干流继续向西南流经县城额敏镇，于二支河牧场汇干村以西转西流，经塔城市南部和裕民县，过塔城军分区额敏河边防连哨所后进入哈萨克斯坦东哈萨克斯坦州乌尔扎尔县境，在哈萨克斯坦境内大体向西南流，最后注入阿拉湖。河流全长256千米，流域面积2.18万平方千米，其中中国境内长157千米，流域面积2.09万平方千米。